# Tsutomu Hata
Tsutomu Hata (jap. 羽田 孜 Hata Tsutomu; ur. 24 sierpnia 1935 w Tokio, zm. 28 sierpnia 2017 tamże) – japoński polityk, premier Japonii, kilkukrotny minister.

## Życiorys
Po ukończeniu studiów ekonomicznych pracował jako przewodnik w firmie turystycznej. Karierę polityczną rozpoczął w roku 1969, kiedy to został wybrany deputowanym. Dwukrotnie był ministrem rolnictwa, leśnictwa i rybołówstwa (1985–1986 i 1988–1989), a ministrem finansów w latach 1991–1992. Był politykiem Partii Liberalno-Demokratycznej, ale w 1992 roku wystąpił z niej i utworzył nową partię Shinseitō (Japan Renewal Party, 1993–1994), której został przewodniczącym. W roku 1993 jego partia weszła w skład nowej koalicji rządowej, a Tsutomu Hata został ministrem spraw zagranicznych (1993–1994). W 1994 – od kwietnia do czerwca – był premierem.
Jego synem był polityk Yuichiro Hata.

## Odznaczenia
- Krzyż Wielki Orderu Infanta Henryka – 1993, Portugalia[5]